# Som ett sandkorn i en öken
Som ett sandkorn i en öken är en psalm vars text är skriven av Britt G Hallqvist 1977. Musik är skriven 1977 av Egil Hovland.

## Publicerad i
- Psalmer och Sånger 1987 som nr 635 under rubriken "Att leva av tro - Förtröstan - trygghet".[1]
- Psalmer i 90-talet som nr 876 under rubriken "Gemenskapen med Gud och Kristus"
- Psalmer i 2000-talet som nr 951 under rubriken "Gemenskapen med Gud och Kristus"
- Hela familjens psalmbok 2013 som nummer 176 under rubriken "Tårar och skratt".[2]
- Svensk psalmbok för den evangelisk-lutherska kyrkan i Finland (1986) som nr 747 under rubriken "Sånger för kyrkliga förrättningar På dopdagen"